# Tual
Tual – miasto w Indonezji w prowincji Moluki. 27,8 tys. mieszkańców (2010). Ośrodek administracyjny kabupatenu Moluki Południowo-Wschodnie. Położone na wyspie Kai Kecil, w archipelagu Wysp Kai.